# Réservoir Hetch Hetchy
Pour les articles homonymes, voir Hetch Hetchy.
Le réservoir Hetch Hetchy (en anglais : Hetch Hetchy Reservoir) est un lac de barrage américain, situé dans le comté de Tuolumne, en Californie. Il fait partie du parc national de Yosemite et fut créé par la construction du barrage O'Shaughnessy.